# Göfis
Göfis  är en ort och kommun i distriktet Feldkirch i förbundslandet Vorarlberg i Österrike.